# Ласло Бедер
Ласло Бедер (мађ. Bödör László; Будимпешта, 27. август 1933 — ) је био мађарски фудбалер. Био је члан тима МТК који је стигао до финала Европског купа победника купова 1963/64. Играо за Мађарску на Светском првенству 1962. године.  Дипломирао је на Ференц Ракоци Економсом Техникуму у Будимпешти. Од 1956. године радио је и као ситни стругар.

## Каријера

### Клуб
После једне сезоне у Естергому и једне у Бањас Дорогу, придружио се МТК-у, где је постао једанпут шампион, три пута други и једном трећи у мађарском првенству. Године 1964. био је члан тима који је изгубио финале КЕК-а од португалског Спортинга из Лисабона. У првом мечу у Бриселу је било 3 : 3, у поновљеном финалу Португалци су победили 1 : 0. У МТК-у је наступио на укупно 177 лигашких утакмица и постигао 61 гол. Активно играње фудбала завршио је у Дебрецину 1967. године.

### Репрезентација
Године 1961. једном се појавио у репрезентацији, на пријатељској утакмоци против Египта. Пре тога, између 1958. и 1960. године, 10 пута је био Б репрезентативац и постигао 4 гола. Био је члан тима који је учествовао на Светском првенству 1962. у Чилеу, али није играо.

## Достигнућа
МТК
- Мађарско првенство:
  - шампион: 1957/58.
- Куп победника купова у фудбалу (KEK)
  - финале: 1963–1964
- Куп сајамских градова (VVK)
  - полуфинале: 1961/62
- Митропа куп (KK)
  - победник: 1963
  - финалиста: 1955, 1959